# Stade lorrain université club Nancy basket
Maillots
Actualités
| \| Nancy \| Le club est basé à Nancy. |
| Nancy                                 |

Le Stade Lorrain Université Club Nancy basket, plus couramment appelé SLUC Nancy Basket ou SLUC, est un club professionnel français de basket-ball fondé en 1967 et basé à Nancy (Meurthe et Moselle). Le club est surnommé Les couguars depuis le début des années 1990, ayant adopté cet animal comme effigie pour son côté agile et agressif, mais aussi car l'un de ces félins avait marqué les esprits des Nancéiens quelques années auparavant en s'échappant d'un des parcs de la ville où il était en captivité.
Le SLUC Nancy compte à son palmarès deux titres de champion de France (2008 et 2011), deux Match des champions (2008 et 2011), deux titres de champion de France de Pro B (1994 et 2022), ainsi qu'une Leaders Cup (2005). Le SLUC possède également un titre de champion d'Europe en étant le dernier club à avoir remporté la Coupe Korać, ancêtre de l’EuroCoupe, avec l’entraîneur Sylvain Lautié en 2002.
Le SLUC dispute ses matches au Palais des sports Jean-Weille, une arène de 6 043 places située dans le quartier de Gentilly, à Nancy. Le SLUC est le club attirant le plus de spectateurs en France avec une affluence moyenne approchant les 6 000 spectateurs en 2023.
Au cours de son histoire, le club a compté parmi ses rangs des joueurs célèbres tels que Cyril Julian, Pat Durham, Tariq Kirksay, Nicolas Batum, arrivé lors du lock-out de la NBA en 2011, Mickaël et Florent Piétrus.
Dans l'élite à partir de 1994, avec, en plus de ses titres remportés, des saisons ponctuées de trois finales de Coupe de France, trois finales de playoff du championnat de France et de participations à l'EuroLeague et à l'EuroCoupe, le SLUC est relégué en seconde division en 2017 où il évolue pendant cinq saisons jusqu'en 2022 et son titre de champion.

## Histoire

### Genèse (1967-1985)
Branche du club omnisports Stade Lorrain Université Club Nancy, le SLUC Nancy Basket fut créé en 1967 par Pierre Rebourgeon, rédacteur en chef du service des sports du quotidien L'Est républicain, sur les cendres d'un petit club mal-en-point. L'aventure du SLUC commence mal, avec des résultats peu convaincants, dans un contexte profondément amatorial. À l'époque en Lorraine, c'est plutôt le CSM Auboué qui joue dans la cour des grands. L'arrivée à la tête du club en 1974 de Jean-Jacques Eisenbach va marquer un vrai tournant. À partir des années 1980, Nancy monte plusieurs divisions et en 1985 arrive finalement en Nationale 2, la seconde division française.

### Ascension (1985-1994)
De 1985 à 1987, le club évolue en Nationale 2. De 1987 à 1992, à la suite de la refonte du Championnat, le SLUC évolue en N 1 B, le club est respectivement 7e en 1988, 10e en 1989, 14e en 1990 et 1991, 5e en 1992. En 1992 : Nancy finit quatrième de N A 2 et monte en puissance. L'entraîneur franco-américain Reed Monson est un des artisans de l'installation progressive du SLUC dans le groupe des prétendants à la montée en première division. Pour la saison 1993-1994, Nancy réussit une saison exceptionnelle. L'entraîneur Olivier Veyrat est aux manettes et le prolifique ailier américain James Banks, l'un des joueurs les plus marquants de l'histoire du club, porte à bout de bras l'équipe au titre de champion de Pro B. En fin de saison le SLUC monte donc en Pro A après un duel avec la SIG Strasbourg. À l'issue de cette saison historique, James Banks n'est pas conservé dans l'effectif et signe à l'ALM Évreux Basket.

### Découverte de la Pro A et le premier trophée (1994-2002)

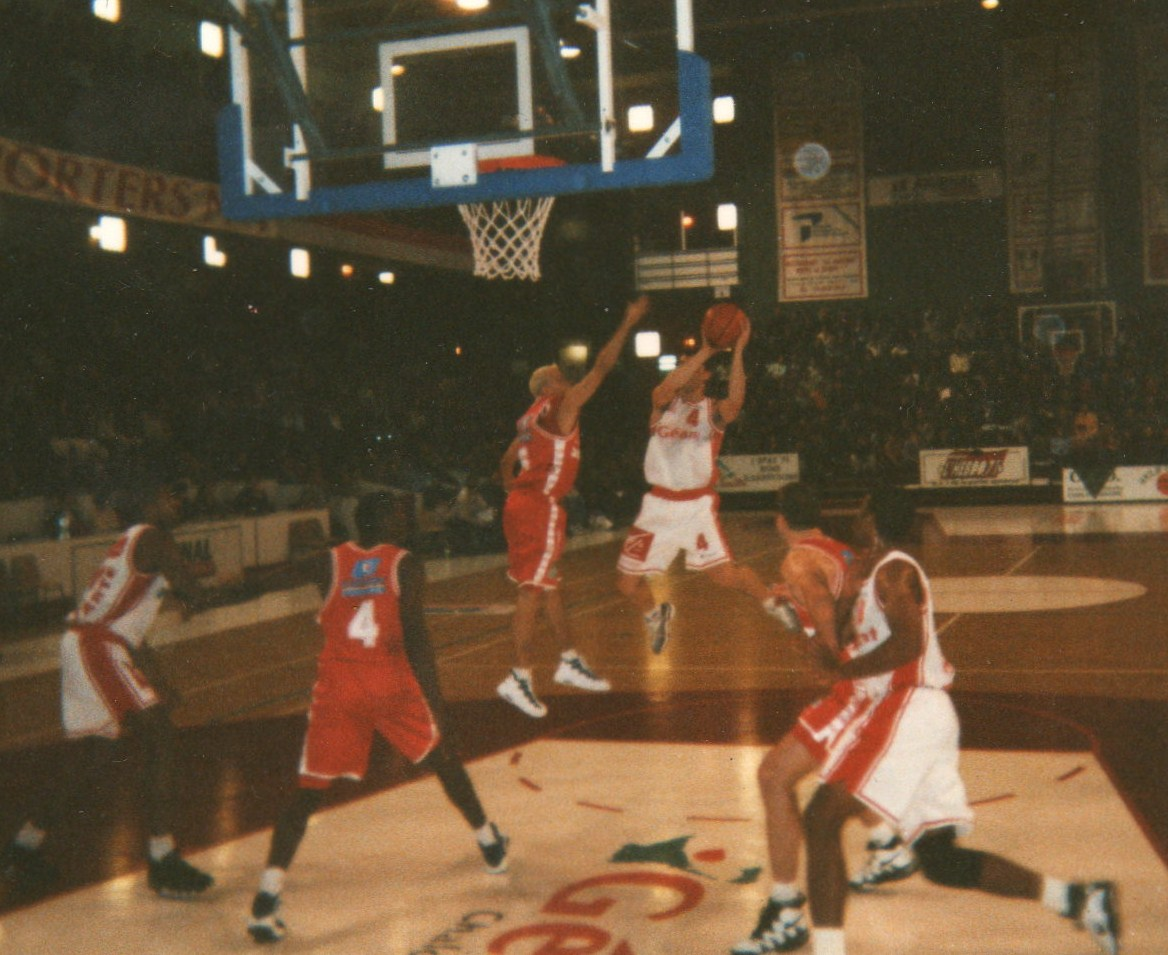
Match de Pro A entre l'élan Chalon et le SLUC en 1996.

Nancy commence la saison 1994-1995 avec un statut de candidat à la redescente immédiate en Pro B. Le recrutement est modeste. L'encadrement du club a recruté au club de Tarbes Gespe Bigorre un jeune intérieur prometteur destiné à devenir l'un des plus grands joueurs du club : Cyril Julian. L'équipe se renforce également avec l'intérieur américain Derrick Lewis, en provenance du FC Mulhouse Basket, qui marquera de son empreinte l'histoire du club de 1994 à 2001 et participera à l'éclosion de Cyril Julian. L'équipe commence la saison le 6 septembre par une défaite encourageante (79-71) face au Limoges CSP. La semaine suivante, premier match à domicile et première victoire face à une grande équipe, Le Mans, par le score de 90 à 88. Le club finit treizième malgré des soucis d'effectifs : les joueurs américains recrutés alors, notamment Dell Demps puis Fennis Dembo ou encore Marcus Liberty s'illustrent par leur manque de régularité.
En 1995-1996 le SLUC obtient le renfort d'une légende du basket-ball français : Hervé Dubuisson. Son adresse de loin permet souvent à l'équipe de remporter des matches serrés. Nancy finit huitième pour sa deuxième saison dans l'élite et participe donc aux play-offs pour la première fois (élimination en quart de finale). En 1996-1997, le club se classe à la huitième place en championnat, le SLUC se hisse jusqu'en finale de la Coupe de France où il est battu par l'ASVEL de Gregor Beugnot et du meneur Delaney Rudd.
Le club finit neuvième en 1997-1998. En 1998-1999, Nancy se classe à la huitième place et est éliminé en quart de finale des play-offs. À l'intersaison, le palais des sports Jean-Weille (plus communément appelé « Gentilly ») fait l'objet de travaux d'agrandissement qui portent sa capacité de 4 000 à 6 027 places.

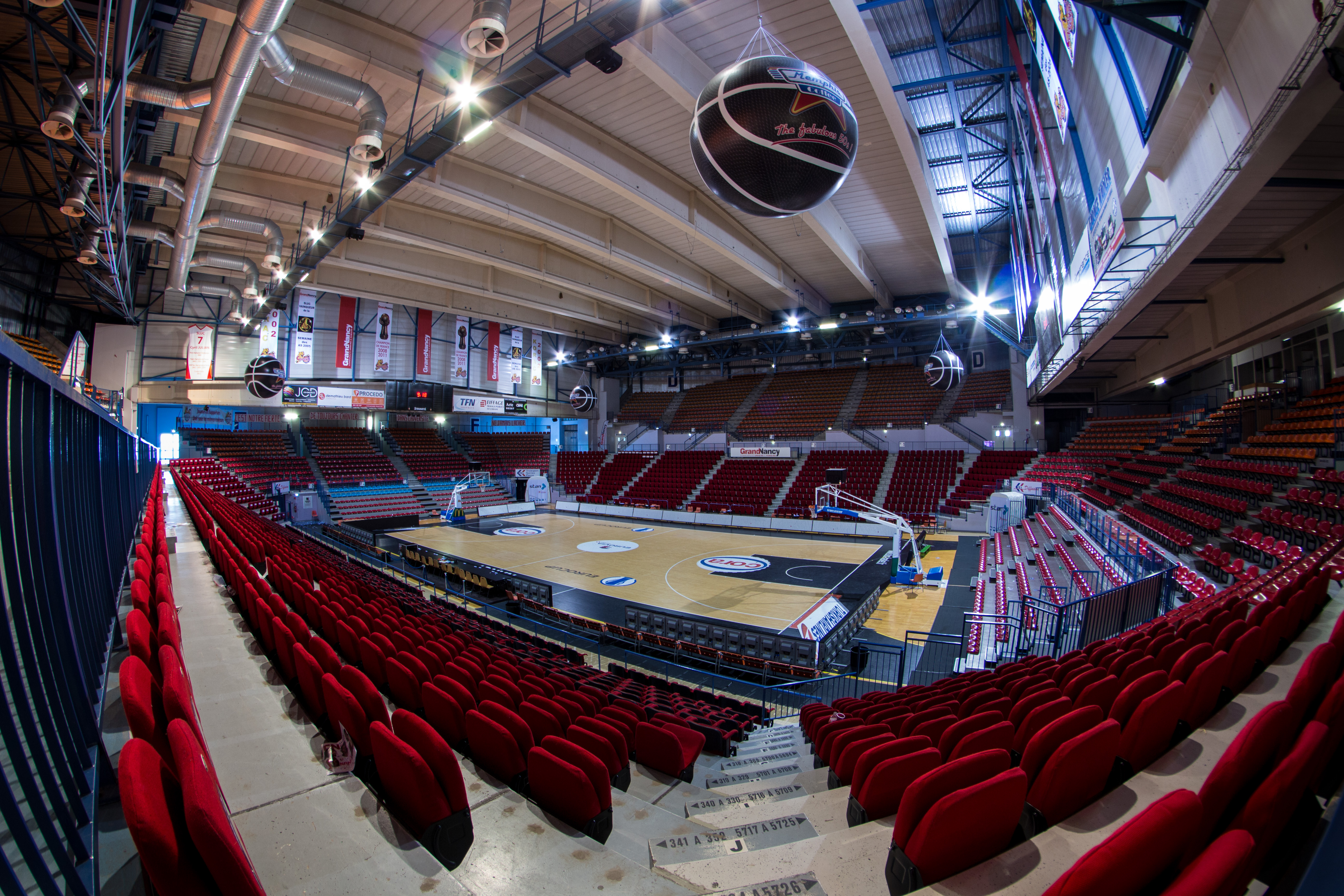
Le Palais des Sports Jean-Weille

Lors de la saison 1999-2000, Hervé Dubuisson, fraîchement débarqué de l'Olympique d'Antibes Juan-les-Pins, revient au club en remplacement d'Olivier Veyrat au poste d'entraîneur. Saison en demi-teinte, le SLUC finit dixième. Pour la saison 2000-2001, avec une équipe identique à la saison précédente, le SLUC réalise une magnifique saison. Le 10 mai 2001, Hervé Dubuisson est victime d'un accident de la route dans le centre de Nancy alors qu'il circulait à moto. Il reste plusieurs mois dans le coma. Son adjoint Sylvain Lautié le remplace au pied levé à la tête de l'équipe première. Le SLUC finit tout de même à la sixième place du championnat.
Lors de la saison 2001-2002, Nancy fait une saison tranquille en championnat en terminant huitième. Mais 2002 est surtout l'année de la première grande victoire du club qui remporte la dernière édition de la Coupe Korać, deux ans après la victoire du CSP Limoges face à l'Unicaja Malaga. Les Lorrains disposent en finale des Russes du Lokomotiv Kouban-Krasnodar en deux manches. Le match retour en Russie, bien que perdu sur le score de 95 à 74 après une victoire de 26 points à Gentilly, reste à ce jour l'un des plus grands moments de l'histoire du club. Plusieurs milliers de supporters, dont le président historique du club Jean-Jacques Eisenbach, avaient suivi le match en direct depuis le Zenith de Nancy.

### Confirmation du statut (2002-2011)
En 2002-2003, après une série de matches sans victoire en début de saison, Nancy finira la saison en trombe. Le SLUC termine à la sixième place du championnat de France. Le SLUC est désormais un club qui compte et sa marche en avant va se poursuivre.
En 2004-2005, le club voit l'arrivée de Christian Fra, PDG d'une société de transports, à la tête du club. Le SLUC finit huitième du championnat. Saison importante pour Nancy. L'Alsacien Jean-Luc Monschau, qui vient de passer quatre années au BCM Gravelines remplace Sylvain Lautié au poste d'entraîneur. Le club remporte son premier trophée national, la Semaine des As en battant Gravelines en finale à Clermont-Ferrand sur le score de 112 à 76. Maxime Zianveni est élu meilleur joueur du tournoi. En championnat, malgré une modeste huitième place, le SLUC va réaliser des plays-offs parfaits en éliminant Gravelines, Le Mans, Chalon-sur-Saône mais perd en finale face à la SIG Strasbourg. Le Strasbourgeois Ricardo Greer est élu MVP de cette finale au goût amer pour les Lorrains.

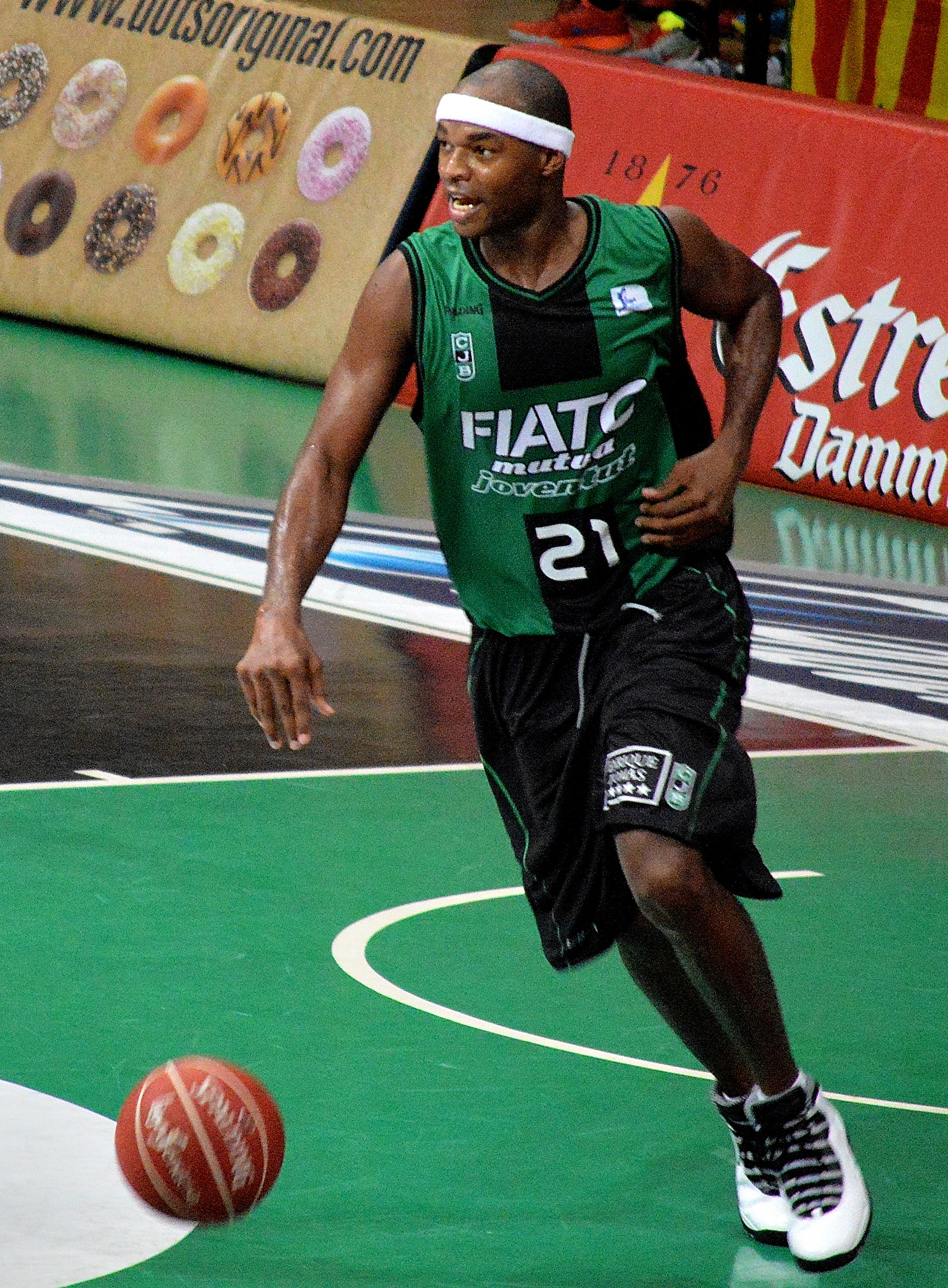
Tariq Kirksay, Vice-champion de Pro A en 2005, 2006 et 2007 avec le SLUC.

Lors de la saison 2005-2006, le 15 mars 2006, Jean-Jacques Eisenbach, président du club de 1974 à 2004 et grand artisan de l'installation du SLUC dans l'élite du basket-ball français, décède des suites d'une longue maladie. En son hommage, l'espace intérieur du palais des sports de Gentilly porte désormais son nom. Côté sportif, Nancy termine la saison régulière à la seconde place et en étant finaliste des plays-offs comme l'année précédente, défait en finale par Le Mans et son intérieur turc Hüseyin Beşok.
2006-2007 est une saison magique pour Nancy qui termine la saison régulière à la première place et est une nouvelle fois finaliste des plays-offs comme les deux années précédentes en éliminant Gravelines puis Villeurbane. Pour la troisième fois de suite, Nancy perd en finale, cette fois-ci contre Roanne. L'intérieur roannais Marc Salyers est le bourreau des protégés de Jean-Luc Monschau dans cette finale. À l'issue de la saison, l'emblématique Tariq Kirksay, au club depuis trois ans, quitte la Lorraine pour rejoindre les Russes de l'UNICS Kazan.
En 2007-2008, le SLUC termine encore à la seconde place de la saison régulière et se qualifie pour sa quatrième finale de rang, au terme d'une demi-finale sous haute tension remportée en trois manches contre l'ASVEL. Le 15 juin 2008 le SLUC Nancy remporte son premier titre de Champion de France en battant Roanne 84 à 53. Il s'agit du plus grand écart enregistré pour une finale en une manche sèche. Jeff Greer est élu meilleur joueur de cette finale avec notamment 29 points (record sur une finale en une manche) et dix rebonds à son compteur. Son frère et capitaine Ricardo Greer, auteur d'un match honorable, s'illustre avec le triste record de six balles perdues. Le trophée de MVP est remis à Jeff Greer par Tony Parker, frère du joueur nancéien TJ Parker.
La saison 2008-2009 est la première année en Euroligue pour le SLUC. La découverte du très haut niveau est difficile pour les Lorrains, qui concèdent trois défaites d'entrée, bien que celle à domicile contre le Panathinaïkos laisse entrevoir des motifs d'espoir. Le SLUC gagne le premier match de son histoire en Euroligue contre le Žalgiris Kaunas (69-64) lors de la quatrième journée de la phase régulière de la compétition 2008-2009 le 12 novembre. Le club décroche une seconde victoire dans cette compétition le 11 décembre 2008 contre les Polonais d'Asseco Prokom Sopot. Une défaite concédée au Žalgiris Kaunas, pourtant privé de ses joueurs américains, ruine les espoirs du SLUC d'accéder au tour suivant de la compétition. Avec un total de deux victoires pour huit défaites, les Nancéiens quittent l'Euroligue sur un bilan insatisfaisant. Début janvier 2009 les dirigeants du SLUC décident de mettre fin au contrat du pivot américain Rod Benson, dont le niveau tant en Euroligue qu'en Pro A était largement insuffisant. Il est remplacé par le Nigérian Akin Akingbala. Dans la foulée de ce changement, le SLUC est contraint à un nouvel ajustement de son effectif : l'Américain Lamayn Wilson, meilleur marqueur du club en Pro A et en Euroligue jusqu'à présent, se blesse assez gravement à la main fin janvier. Son indisponibilité est estimée à deux mois. Pour pallier cette absence, le club signe le 4 février l'intérieur français Stephen Brun, sans club depuis son départ du KK Split. Le 20 février 2009, le SLUC s'incline en quarts de finale de la Semaine des As contre l'ASVEL Lyon-Villeurbanne (55-62). Le 17 mai 2009, le SLUC s'incline en finale de la coupe de France contre Le Mans, après avoir éliminé notamment Roanne, Limoges et Orléans. Le 13 juin 2009 le SLUC est éliminé des play-offs au stade des demi-finales lors du troisième match par l'ASVEL.
Lors de la saison 2009-2010 le SLUC Nancy pensait pouvoir jouer une deuxième saison de suite en Euroligue grâce au ranking qui est le classement des meilleures équipes françaises sur les trois dernières saisons. Cependant, l'abandon du ranking est décidé à la fin de la saison 2008-2009. La place prévue initialement à Nancy est donnée au Mans. Le SLUC Nancy décide de saisir le tribunal arbitral du sport car selon eux la Ligue nationale de basket-ball (LNB) n'a pas le droit de changer le règlement en cours de saison. Nancy a le soutien de l'Union des clubs professionnels. Le club ne réussit tout de même pas à récupérer sa place en Euroligue. Pour le président Christian Fra, le club s'est fait « voler » sa place en Euroligue,,.
Le SLUC joue donc l'EuroCoupe, deuxième niveau européen. Il termine la saison régulière sur un bilan équilibré avec trois victoires pour trois défaites. Ce n'est pas suffisant pour se qualifier pour le Last 16 : Nancy fini troisième sur quatre. Lors de la Semaine des As 2010 le SLUC se fait éliminer dès les quarts de finale par Roanne (90-68). L'équipe finit cinquième de Pro A avec un bilan de 19 victoires pour 11 défaites. Gravelines-Dunkerque élimine l'équipe nancéienne en quart de finale des play-offs : défaites 84-82 puis 74-58.

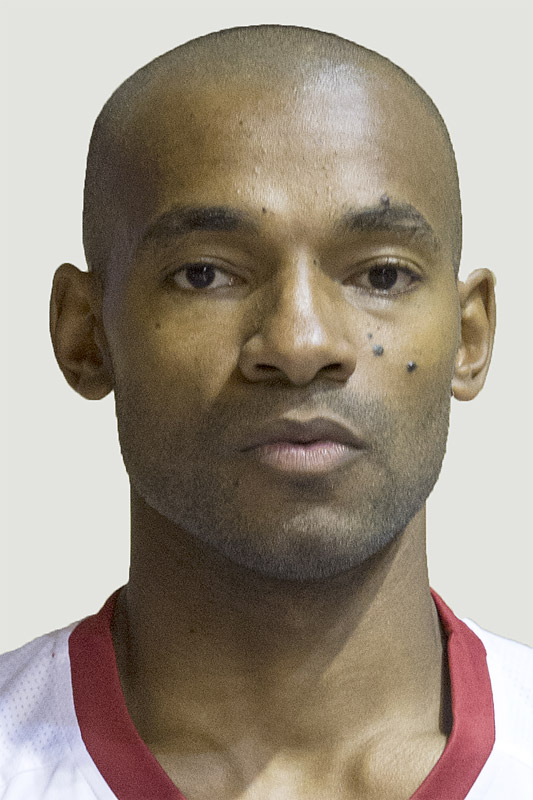
Willie Deane, champion de France 2011 avec le SLUC.

En 2010-2011, le SLUC se qualifie en EuroChallenge après avoir battu le KK Bosna (91-74, 76-58.) Nancy gagne ses trois premières journées Pro A. Cependant lors de la troisième journée, Ralph Mims, meilleur marqueur nancéien lors des deux premières rencontres, se blesse gravement au genou droit. Sa saison est alors certainement terminée. Trois jours plus tard la cour d'appel de Reims condamne le SLUC à verser près de 112 000 euros à Corry Carr pour licenciement abusif. L'Américain, arrivé à Nancy en août 2002, avait été licencié par le club pour faute grave après avoir subi un contrôle d’alcoolémie positif en décembre 2002 et avoir quitté le territoire français pendant qu'il était en arrêt maladie à la suite d'une blessure. Les recherches d'un remplaçant de Ralph Mims qui étaient alors en cours sont interrompues pour une durée indéterminée. Le 2 novembre le club engage l'Américain Willie Deane pour remplacer Ralphs Mims. Le club est éliminé dès le premier tour lors de l'EuroChallenge. Après avoir gagné les trois matchs de la phase aller, ils perdent les trois matchs de la phase retour.
Les hommes de Jean-Luc Monschau se qualifient pour la semaine des As. Ils quittent la compétition dès le premier match après avoir perdu contre l'ASVEL après prolongation. Le match est très serré et basé sur l'offensive. Mickaël Gelabale marque le panier de la victoire au buzzer portant le score final à 107 à 108. Le SLUC finit deuxième de la saison régulière derrière Cholet. Il joue Hyères-Toulon VB en quart de finale des play-offs et se qualifie pour les demi-finales où il se voit opposer à l'ASVEL. Le SLUC s'impose lors du match aller sur le score de 109 à 93 puis perd le match retour. Le club nancéien remporte la belle, disputée à domicile, sur le score de 89-71, et se qualifie ainsi pour la finale contre Cholet. Nancy gagne cette finale 76 à 74 à Paris-Bercy le samedi 11 juin 2011 sur une pénétration suivie d'un tir de John Linehan à 3,3 secondes de la fin du match. Celui-ci est nommé MVP de la finale. Nancy se qualifie ainsi pour l'Euroligue 2011-2012.

### Dans la continuité (2011-2015)
La saison 2011-2012 est marquée par l'arrivée de Nicolas Batum à Nancy à la suite du lock-out NBA. Le début de saison est à la hauteur des attentes du public lorrain, notamment en Euroligue où Nancy bat à domicile des grosses pointures comme les Espagnols du Bizkaia Bilbao Basket et du Tau Vitoria. Nicolas Batum est élu MVP de la 2e journée d'Euroleague avec 26 points, 8 passes, 11 rebonds et 36 d'évaluation pour sa performance contre Bilbao le 27 octobre 2011. Cependant, il doit rejoindre son équipe des Trail Blazers de Portland au début du mois de décembre 2011 lorsque le lock-out prend fin. L'équipe ne se remettra pas de ce départ. La direction du club rencontre de grandes difficultés pour remplacer le Normand : Kenny Gregory puis Bernard King se succèdent au poste d'ailier, mais sans convaincre. Le SLUC échoue finalement à se qualifier pour le top 16 de l'Euroligue et la saison démarrée en fanfare se conclut sur une triste 5e place au classement de saison régulière de Pro A. Le SLUC est ensuite éliminé par Le Mans dès le premier tour des playoffs, en trois manches.

Le SLUC enregistre les départs de Victor Samnick et de Pape-Philippe Amagou à la Chorale de Roanne et surtout de l'emblématique pivot Akin Akingbala qui rejoint les Ukrainiens de l'Azovmach Marioupol. Du côté des recrues, on note les arrivées du meneur international sénégalais Souleymane Diabate, du all-star Nicholas Pope, de l'international français Hervé Touré, du pivot Shawn King et de l'expérimenté Marcellus Sommerville. 

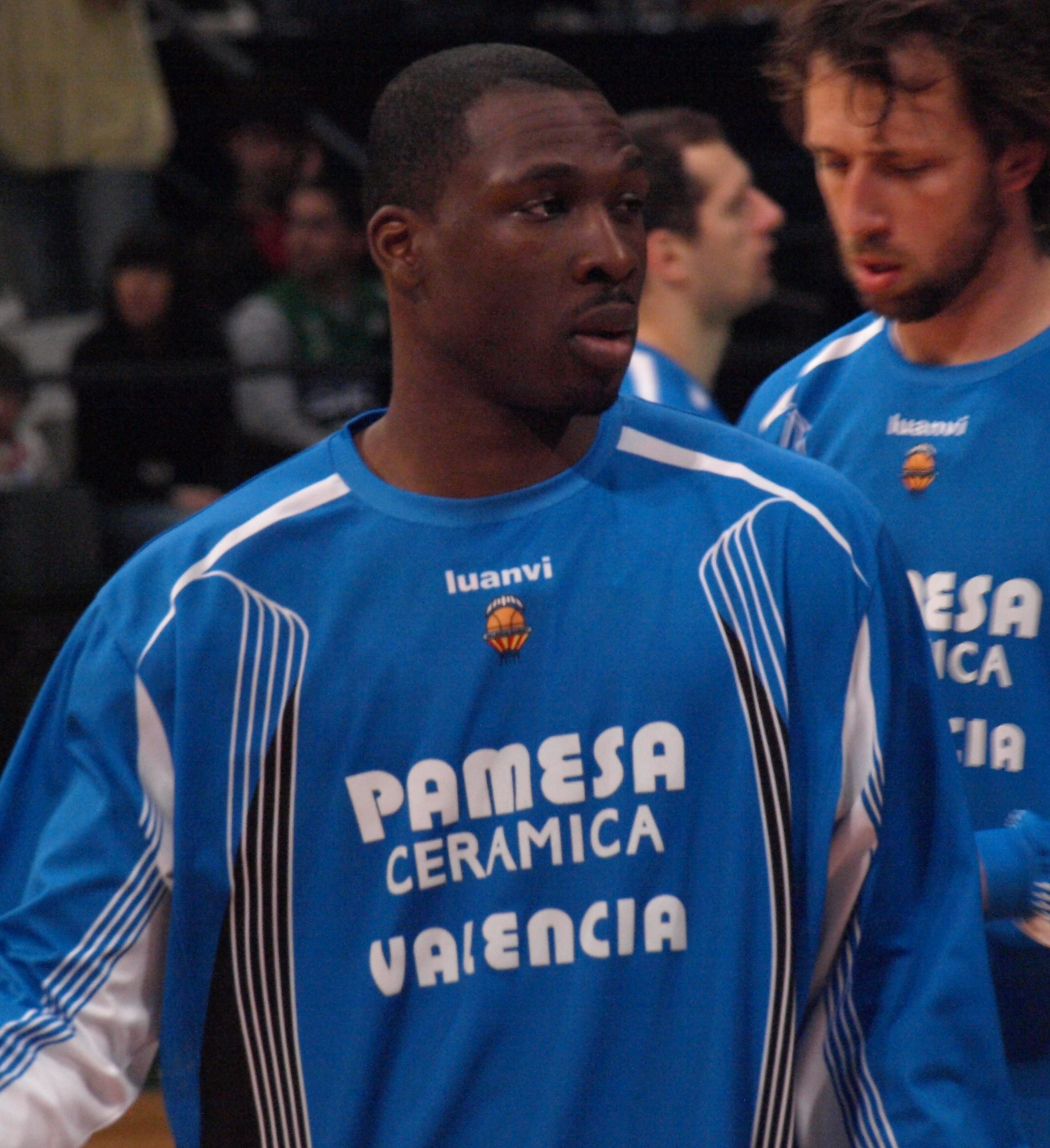
Florent Piétrus, recrue phare du SLUC en 2013.

 L'équipe, perturbée par de nombreuses blessures en cours de saison et par le remplacement définitif de Shawn King, victime d'une hernie discale, par Claude Marquis ne trouvera jamais son rythme de croisière et devra batailler jusqu'à la dernière journée et une victoire à domicile contre Le Mans (83-68) pour arracher son maintien parmi l'élite. À l'issue de cette saison difficile, l'entraîneur Jean-Luc Monschau annonce son départ après neuf saisons passées au club. Dans la foulée, le président du club Christian Fra annonce le recrutement d'Alain Weisz au poste d'entraîneur pour les deux prochaines saisons.
Après avoir terminé quatrième en saison régulière, Nancy accède aux play-offs. Menés par la meilleure paire d'intérieurs de Pro A Falker-Piétrus, les nancéiens battent Paris Levallois en quarts de finale mais perdent en demi-finale face à la SIG Strasbourg. Malgré cette défaite, Nancy accède à l'Eurocoupe pour la saison 2015. Début juin, Damir Krupalija est annoncé comme la première recrue de Nancy pour la saison suivante. Ils ont également officialisé les arrivés de Vaughn Duggins et du jeune Valentin Bigote.
Nancy effectue également un beau parcours en coupe de France en atteignant la finale de cette coupe, perdue face à Nanterre.
En 2015, Nancy réédite une belle saison en se classant 7e de Pro A et accédant de nouveau aux 1/2 finales des play-offs. Mais diminuée par les blessures de ses 2 joueurs majeurs, Randal Falker et Florent Piétrus, l'équipe ne parvient pas à bousculer le Limoges CSP et perd ses trois matchs malgré une belle résistance et notamment l'engagement d'Elmedin Kikanović.

### Résultats en baisse et la relégation en Pro B (2015-2017)
Cette bonne dynamique n'est néanmoins pas prolongée en 2016 avec des blessures à répétition du duo d'intérieurs. L'arrivée du petit frère de Florent Piétrus, Mickaël Piétrus, n'a pas suffi à relancer Nancy. Finalement le SLUC se maintient de justesse en terminant 16e de Pro A après une saison très compliquée en Pro A et une élimination rapide en EuroCoupe.
Pour la nouvelle saison, Christian Fra, président du SLUC Nancy Basket (2004-2016) démissionne de la présidence pour cause de soucis de santé et est remplacé par son vice-président, Marc Barbé.
Alain Weisz décide de renouveler totalement l'effectif, à l'exception de Benjamin Sene, meneur de 20 ans formé au club. Les éléments forts Randal Falker, Florent Piétrus ainsi que Mickaël Piétrus quittent le club et laissent une équipe beaucoup trop affaiblie qui se retrouve rapidement lanterne rouge de Pro A en multipliant les changements et les blessures... Après une lourde défaite face à la SIG Strasbourg au Rhénus au mois de décembre, Alain Weisz est remplacé par Gregor Beugnot qui ne réussit pas à améliorer les performances de l'équipe. À la fin de la saison 2016-2017, le club redescend en Pro B.

### Phase de reconstruction au deuxième échelon (2017-2022)
Pour son retour en Pro B, l'objectif premier du club est la remontée directe en première division.
Le 6 août 2017, le président Marc Barbé, décède des suites d'une crise cardiaque. Le 8 novembre 2017, Philippe Durst devient le nouveau président du SLUC.
Le SLUC finit 7e de la saison régulière 2017-2018 et atteint les playoffs d'accession. Le SLUC est éliminé par Fos Provence. Gregor Beugnot est remercié à la fin de la saison et le club recrute au poste d'entraîneur Christian Monschau.
Pour la saison 2018-2019, Nancy a l'un des meilleurs budgets de Pro B. Monschau construit une équipe compétitive avec des joueurs de renom comme : Marcellus Sommerville, John Cox et Souleymane Diabaté. Jusqu'à mi-avril le SLUC est premier ex aequo mais l'équipe est éliminée en quart de finale des playoffs d'accession par Saint-Chamond sur un tir au buzzer.
Le mercredi 26 juin 2019 Philippe Durst n'est pas reconduit par le conseil de surveillance, qui se justifie en critiquant les résultats sportifs de celui-ci ainsi que son projet financier, qui, bien qu'étant à l'origine d'un léger redressement des comptes du club, n'a pas suffi à convaincre les actionnaires. L'ancien président se défendra en assumant l'échec sportif mais en réfutant l'échec économique. Le lendemain, Joël Vigneron et Daniel Cerutti, 2 membres du directoire, démissionnent, scandalisés par l'éviction du cinquième président du club. Le vendredi 28 juin 2019, le conseil de surveillance se rassemble, Aurélien Fortier est élu président du SLUC Nancy Basket.
Le nouveau président du club perpétue la stratégie économique de Philippe Durst et propose un plan de redressement de 150 000 € par an, il préserve Christian Monschau comme coach et souhaite embaucher un directeur sportif, chose faite avec le retour de Sylvain Lautié au club.
Le jeudi 24 février 2022, Aurélien Fortier est réélu sans surprise pour un nouveau mandat de 3 ans. Les travaux du sixième président du SLUC, accompagné par son directeur général Youri Verieras ont permis au club de retrouver une situation financière stable et saine. Le projet sportif empreinte lui aussi la bonne direction.
Le Sluc est finaliste de l'édition 2021/2022 de la Leaders Cup de Pro B face à l'ALM Évreux et s'incline en finale retour dans sa salle de Gentilly devant 6 000 spectateurs après avoir fait match nul à l'extérieur au match aller.
Lors de cette même saison, en championnat, Nancy et Saint-Chamond disputent une lutte acharnée pour le titre. Saint-Chamond, longtemps en tête du championnat, est contraint, face à la superbe série de 13 victoires consécutives du SLUC, de céder sa place de leader à seulement quelques journées de la fin. Le SLUC termine ainsi champion de Pro B pour la deuxième fois de son histoire et retrouve sa place dans l'élite pour la saison 2022-2023.

### Retour dans l'élite du basket-ball français (depuis 2022)
L'intersaison est marquée par les départs de certains joueurs préférant poursuivre leur carrière à l'échelon inférieur, ainsi que par la création d'une émission quotidienne diffusé sur France Bleu Sud Lorraine dédié aux couguars nommé 100% SLUC. Le club réalise une saison frustrante avec de nombreux matchs perdus à quelques points, notamment celui contre l'ASVEL perdu 83-84 à domicile qui verra naitre un scandale vis-à-vis de l'arbitrage, Sylvain Lautié sous-entendra en conférence de presse un favoritisme de la fédération. Nancy joue donc le maintien en fin de saison, poussé par le plus grand public de France, le club finira à la 14e place de la saison 2022-2023 et sécurisera sa place en Betclic Elite.
Marqué par le soutien indéfectible des supporters lors de ce retour dans l'élite, le SLUC Nancy Basket bat le record de l'affluence moyenne lors d'une saison avec 5 829 spectateurs et un taux de remplissage de 97 %, avec 12 guichets fermés sur 17 matchs. Du jamais vu pour le basket français.
Le club fera l'objet d'une édition spéciale dans le magazine « Basket Mag » dans laquelle est mit en avant certains joueurs décisifs de la saison tel que Mike Scott, Caleb Walker ou encore Stéphane Gombauld. Il y est décrit l'amour que les joueurs entretiennent pour le club aux deux étoiles et pour son public. On y apprend notamment que Mike Scott, ancien joueur de NBA aurait déclaré à Sylvain Lautié après sa pige médical au milieu de la saison : « coach même si on me propose 5 000 € par mois ailleurs, je reviendrai à Nancy ». Le président Aurélien Fortier y dévoile également les futurs projets du SLUC Nancy Basket comprenant l'acquisition d'un immeuble afin de loger les joueurs et la création d'un musée en l'honneur du club.

## Derby de l'est
Le principal rival de Nancy se nomme Strasbourg. Depuis les années 1990, la SIG et le SLUC se retrouvent lors de compétitions nationales. En 2007, les deux clubs se sont affrontés en huitièmes de finale de l'Eurocoupe.

## Palmarès

### Équipe pro
International
- Coupe Korać :
  - Vainqueur : 2002

National
- Championnat de France de Pro A :
  - Vainqueur : 2008, 2011
  - Finaliste : 2005, 2006, 2007
  - Premier du Championnat : 2007
- Championnat de France de Pro B : 
  - Vainqueur : 1994, 2022
- Semaine des As : 
  - Vainqueur : 2005
- Coupe de France : 
  - Finaliste : 1997, 2009, 2014
- Match des champions
  - Vainqueur : 2008 et 2011
- Leaders Cup Pro B
  - Finaliste : 2022
- Championnat de France de Pro B :
  - Premier du Championnat : 2022

### Équipes jeunes
- Champion de France Espoirs : 
  - 1988 (Espoirs N1B) - 2004, 2005 , 2006, 2017 et 2024 (Espoirs Pro A)
- Vainqueur de la Coupe de France Cadets : 
  - 1978, 2002, 2004, 2006, 2009
- Champion de France Cadets 1re division : 
  - 2008, 2009
- Vainqueur du Trophée du futur : 
  - 2011, 2017

## Joueurs marquants
| Nom              | Nationalité                                                   | Années                          | Nb Saisons   | Matches* |
| ---------------- | ------------------------------------------------------------- | ------------------------------- | ------------ | -------- |
| Maxime Zianveni  | Drapeau de la France                                          | 1997-2007, 2013-2015            | 12           | 306      |
| Christophe Lion  | Drapeau de la France                                          | 1987-1995, 1996-2000            | 12           | 304      |
| Cyril Julian     | Drapeau de la France                                          | 1994-1998, 2000-2002, 2005-2009 | 10           | 284      |
| John Linehan     | Drapeau des États-Unis                                        | 2006-2007, 2010-2014            |              |          |
| Derrick Lewis    | Drapeau de la France · Drapeau des États-Unis                 | 1994-2001                       | 7            | 195      |
| Victor Samnick   | Drapeau de la France · Drapeau du Cameroun                    | 2006-2009, 2010-2012            | 5            | 165      |
| Éric Cérase      | Drapeau de la France                                          | 1995-1999                       | 5            | 144      |
| Ismaïla Sy       | Drapeau de la France                                          | 1996-2001, 2003-2004            | 7            | 130      |
| Vincent Masingue | Drapeau de la France                                          | 2001-2005                       | 4            | 122      |
| James Banks      | Drapeau des États-Unis                                        | 1990-1994                       | 4            | 118      |
| Ahmadou Keita    | Drapeau de la France                                          | 1992-1996                       | 4            | 118      |
| Tariq Kirksay    | Drapeau de la France · Drapeau des États-Unis                 | 2004-2007                       | 3            | 112      |
| Pat Durham       | Drapeau de la France · Drapeau des États-Unis                 | 1995-1998, 1999-2001            | 5            | 109      |
| Jeff Greer       | Drapeau des États-Unis · Drapeau de la République dominicaine | 2007-2010                       | 3            | 103      |
| Ricardo Greer    | Drapeau des États-Unis · Drapeau de la République dominicaine | 2007-2010                       | 3            | 102      |
| Marques Green    | Drapeau des États-Unis                                        | 2005-2006, 2007                 | 2            | 44       |
| Meir Tapiro      |                                                               | 2004-2005                       | 1            | 39       |
| Mike James       | Drapeau des États-Unis                                        | 2000-2001                       | 1            | 33       |
| Fabien Dubos     | Drapeau de la France                                          | 2001-2002                       | 1            | 32       |
| Hervé Dubuisson  | Drapeau de la France                                          | 1995-1996                       | 1            | 32       |
| Keith Jennings   | Drapeau des États-Unis                                        | 2002-2003                       | 1            | 30       |
| Stevin Smith     | Drapeau des États-Unis                                        | 2001-2002                       | 1            | 28       |
| Joseph Gomis     | Drapeau de la France                                          | 2001-2002                       | 1            | 26       |
| Nicolas Batum    | Drapeau de la France                                          | 2011                            | lock-out Nba | 16       |
| Florent Piétrus  | Drapeau de la France                                          | 2013-2016                       | 3            | 78       |
| Mike Scott       | Drapeau des États-Unis                                        | 2022-2023                       | 1            | 27       |

* Championnat + Play-offs

** à partir de la saison 1987-1988 jusqu'à la saison 2014/2015

## Entraîneurs successifs
- Pierre Jouvenet (1986-1990) : 147 matchs (67 V - 1 N - 79 D)
- Mike Hollis (1990) : 11 matchs (1 V - 10 D)
- Frédéric Sarre (1990 - 1991) : 32 matchs (11 V - 21 D)
- Reed Monson (1991 - 1993) : 65 matchs (35 V - 30 D)
- Olivier Veyrat (1993 - 1999) : 187 matchs (99 V - 88 D)
- Hervé Dubuisson (1999 - 2001) : 60 matchs (32 V - 28 D)
- Sylvain Lautié (2001 - 2004) : 101 matchs (53 V - 48 D)
- Jean-Luc Monschau (2004 - 2013) : 325 matchs (208 V - 117 D)
- Alain Weisz (2013 - 2016) :
- Gregor Beugnot (2016 - 2017) :
- Christian Monschau (2018 - 2020) :
- François Perronnet (2020 - 2021) :
- Sylvain Lautié (depuis 2021) :

## Records
| joueur moyen     | Playoffs                                                                      | Joueur sur un match                                                                      | Joueur sur une saison                                                                      | Équipe sur un match                                                                           | Équipe sur une saison                                                |                                                              |
| points           | Ismaïla Sy : 19,9 pts (2001) Pro A                                            | Points                                                                                   | Pat Durham : 39 pts (1997) Cedrick Banks : 37 pts (2006) James Banks : 53 pts (1991) Pro B | Pat Durham : 19,7 pts (1996) Pat Durham : 18,8 pts (1998) James Banks : 30,4 pts (1991) Pro B | 110, Hyères-Toulon (2005) 109, ASVEL(2011) 108, Hyères-Toulon (2007) | 86,3 (2001-2002) 96 (1988-1989) Pro B 94,9 (1989-1990) Pro B |
| Évaluation       | Cyril Julian : 44 (2007) Maxime Zianveni : 44 (2004) Cyril Julian : 40 (2006) | Derrick Lewis : 25,2 (1996) Derrick Lewis : 25,1 (1995) Greg Cavener : 33,8 (1989) Pro B | 150, Hyères-Toulon (2005) 147, Hyères-Toulon (2007)                                        | 99,4 (2001-2002) 104,6 (1988-1989) Pro B 104,5 (1992-1993) Pro B                              |                                                                      |                                                              |
| Rebonds          | Jojo Garcia : 21 (2003) Akin Akingbala : 21 (2009)                            | Derrick Lewis 10,5 (1995) Steve Payne : 9,6 (2001) Greg Cavener : 11,8 (1989) Pro B      | 53, Roanne (2005)                                                                          | 38,8 (2007-2008) 36,6 (2005-2006)                                                             |                                                                      |                                                              |
| Passes décisives | Stevin Smith : 14 (2002) Randolph Childress : 14 (2004)                       | Stevin Smith : 7,5 (2002) Randolph Childress : 7,2 (2004)                                | 33, Hyères-Toulon (2002) 33, Besançon (2004)                                               | 20,7 (2001-2002) 22,2 (1990-1991) Pro B                                                       |                                                                      |                                                              |
| Interceptions    | John Linehan : 9 (2011)                                                       | John Linehan : 3,08 (2011)                                                               | 18, Le Havre (2001)                                                                        | 9,4 (2005-2006)                                                                               |                                                                      |                                                              |
| Lancers francs   | Stevin Smith : 17/17 100 % (2002)                                             | Branko Milisavljević 74/78, 96,1 % (2007)                                                | 32/40 Chalon-sur-Saône (2002)                                                              | 78,1 (1997-1998)                                                                              |                                                                      |                                                              |
| 3 pts            |                                                                               | Christophe Lion : 53,3 % (1998)                                                          |                                                                                            | 41,6 (1998-1999) 45,2 (1988-1989) Pro B                                                       |                                                                      |                                                              |

Autres records :
- Plus de points encaissés sur un match : 112 à Cholet (2001)
- Double-double pour un joueur sur une saison : Cyril Julian, 16 (Record LNB)
- Plus large victoire : +46, Saint-Vallier (96-50) (2021-2022)
- Nombre de victoires en Pro A : 26 (2005-2006)
- Nombre de défaites en Pro A : 8 (2005-2006)
- Victoires consécutives : 8 (3 fois)